# آبیز
آبیز شهری است واقع در بخش شاسکوه، شهرستان زیرکوه استان خراسان جنوبی که در سرشماری سال ۱۳۹۵، ۲٬۷۱۶ نفر جمعیت داشته است.

## نام گذاری
در لغت نامه دهخدا آبیز به معنی جرقه و شراره آتش و آتشکده آمده است.علت نامگذاری آبیز به این نام وجود آتشکده وجود آتشکده‌ای تا ۶۰ الی ۷۰ سال پیش وجود داشته که به دلیل زلزله و فرسایش و برخی بی‌توجهی‌ها از بین رفته است.

## موقعیت
آبیز در فاصله ۱۹۵ کیلومتری مرکز استان و ۶ کیلومتری مرکز شهرستان زیرکوه واقع شده است. آبیز در دامنه شرقی کوه شاسکوه قرار دارد که بدین علت نسبت به سایر روستاها و شهرهای منطقه آب و هوای ملایم‌تری دارد.

## گردشگری
- منطقه حفاظت شده شاسکوه
- آبشار جویبارهای آبیز
- یکی از جاذبه‌های مفرح، زیبا و چشم نواز شهر آبیز، آبشار جویبارهای قنات زیبای آن واقع در منطقه گردشگری و ییلاقی آبیز در فاصله تقریبی ۱۰ کیلومتری مرکز شهرستان زیرکوه می‌باشد. آب این آبشار جویبارها در تمام ایام سال به قدرت لایزال الهی ساری و جاری می‌باشد. صدای دلنشین شرشر و حرکت موزون آب جویبارها توأم با صدای جیرجیر پرندگان، فضایی رؤیایی و بدیع با آب و هوایی لطیف و مطبوع با سایه سار درختانی تنومند در دامنه شرقی رشته کوه شاسکوه و قلعه کوه تاریخی آبیز، در دل کویر خشک و لم یزرع منطقه مرزی زیرکوه خلق نموده است که به مثابه بهشتی زمینی در این منطقه گرم و خشک می‌باشد. با این ویژگی‌های طبیعی منحصر بفرد، سایت گردشگری آبیز گلاویز برای هر بیننده و گردشگری دوچندان چهره نمایی می‌نماید. گردشگران با حضور در این محیط می‌توانند در بیشتر مواقع با چشم غیر مسلح شاهد تردد گونه‌های متفاوت حیات وحش طبیعی منطقه حفاظت شده شاسکوه بوده و برای خود لحظات و خاطراتی بیاد ماندنی ثبت و ضبط نمایند یا با پیاده‌روی در کنار آبشار جویبارها یا کوه پیمایی و صعود سهل و آسان بر فراز تپه مزار علی قلی و قلل لاخ سیاه و قلعه کوه تاریخی آبیز و حضور و اقامتی کوتاه درغار مادر پیرزال، سیر در آفاق و انفاس نموده و از درب ورودی غار مذکور تماشاگر دور نمای کلی دیار کهن فرهنگ و هنر آبیز و تنها یادگار تاریخی بازمانده از زلزله‌های ادوار گذشته منطقه بویژه درخت سرو خشک هزار و پانصد ساله آبیز بوده و با ورزشی شاد و مفرح و پرورش روح و جسم، تحسین گر آفرینده بی همتای جهان باشند. البته در ایام تابستان گردشگران می‌توانند با خرید و تهیه میوه‌های رنگارنگ، سالم، شیرین، تازه و ارگانیک از باغداران زحمتکش منطقه گردشگری آبیز با لذت و حلاوت در کنار دوستان و خانواده‌های محترم نوش جان و تناول فرمایند. همچنین گردشگران می‌توانند با جستجو کلمه آبشار جویبارهای آبیز در گوگل مپ دسترسی به نقشه منطقه گردشگری آبیز داشته باشند.
- درخت سرو (ثور) آبیز:

این درخت سرو که بیش از ۱۵۰۰سال عمر دارد و از حدود ۲۰۰ سال پیش خشکیده ولی هنوز ایستاده و پا برجاست این درخت جنبه تقدس دارد و مردم احترام خاصی برای آن قائل هستند.
- قلعه کوه آبیز:

قلعه کوه آبیز از قلاع اسماعیلیه بوده که در اطراف قلعه آثار چهار برج قرار دارد و حد فاصل آنها با فاصله ۲۰ الی ۳۰ متر برجک‌هایی برای نگهبانی و محافظت از قلعه در برابر حمله دشمن وجود داشته است. داخل قلعه آثار و بقایای اتاق‌ها، آب انبارها و زندانها وجود دارد.
- سد و قدمگاه دوازده امام آبیز
- قنات پرآب آبیز که از پرآب‌ترین قنات‌های منطقه یا حتی استان است که همه روزه پذیرای گردشگران زیادی است.
- طبیعت بکر و زیبای تنگل
- غار تاریخی مادر پیرزال در قلعه کوه آبیز
- چهل آسونه
- دق حوض غلامرضا و تپه‌های رملی بسیار زیبای تگ بند دشتخانه
- وجود باغات سرسبز

## محصولات
از جمله محصولات عمده و سوغاتی آبیز می‌توان به زعفران، عناب، زرشک، زردآلو، بادام و قالیچه اشاره کرد.

## سرشناسان
محمد بن محمد آبیزی: ملقب به علاءالدین، علاءالحق و محمد المومن است که از مشاهیر و عرفای قرن نهم هجری قمری است.

## جمعیت
بر پایه سرشماری عمومی نفوس و مسکن در سال ۱۳۹۵ جمعیت این مکان ۲٬۷۱۶ نفر (۷۸۷ خانوار) بوده است.